# Ypthima watsoni
Ypthima watsoni är en fjärilsart som beskrevs av Moore 1893-1896. Ypthima watsoni ingår i släktet Ypthima och familjen praktfjärilar. Inga underarter finns listade i Catalogue of Life.